# Белый Ключ (Пензенская область)
Белый Ключ — село в Лунинском районе Пензенской области. Входит в состав Большевьясского сельсовета.

## География
Село расположено в северной части области на расстоянии примерно в 35 километрах по прямой к востоку-северо-востоку от районного центра Лунино.
Часовой пояс
Село Белый Ключ как и вся Пензенская область, находится в часовой зоне МСК (московское время). Смещение применяемого времени относительно UTC составляет +3:00.

## Население
| 1710  | 1717  | 1747 | 1782 | 1864 | 1877 | 1911  |
| ----- | ----- | ---- | ---- | ---- | ---- | ----- |
| 211   | ↗218  | ↗234 | ↗300 | ↗595 | ↗719 | ↗1098 |
| 1926  | 1930  | 1959 | 1979 | 1989 | 1996 | 2002  |
| ↗1257 | ↗1304 | ↘473 | ↘106 | ↘37  | ↘18  | ↘13   |
| 2010  |       |      |      |      |      |       |
| ↘10   |       |      |      |      |      |       |

Национальный состав
Согласно результатам переписи 2002 года, в национальной структуре населения русские составляли 77 % из 13 чел..